# رومن-کوش
رومن-کوش (تاتاری کریمه‌ای: Roman Qoş) با ۱٬۵۴۵ متر ارتفاع، بلندترین قله در کوه‌های کریمه است.